# 함경도
함경도(咸鏡道)는 조선 시대의 행정 구역이다. 철령의 북쪽에 있다고 하여, 관북 지방(關北地方)이라고도 한다. 감영 소재지는 함흥부(현 조선민주주의인민공화국 함흥시)였다. 1896년 함경북도와 함경남도로 분할되었다. 함흥과 경성의 머리글자를 따서 만든 지명이다.

## 명칭 변천
원래부터 고조선, 고구려, 발해의 영토였다. 고려 초에는 화주(영흥군) 이남까지만 영토로 편입시켰고, 그 북쪽 지역은 여진족 등의 북방 민족이 차지했다. 고려-몽골 전쟁으로 철령 이북을 상실하여 전부 원나라가 차지했다가, 공민왕 때에 쌍성총관부를 탈환하면서 길주까지 회복하였고, 이후 조선 초에 6진 등 북방 개척으로 두만강까지 회복했다. 명칭의 변천은 아래와 같다.
- 동북면(東北面), 태조 원년 (1392년 ~ 1413년)
- 영길도(永吉道), 태종 13년(1413년 ~ 1416년)
- 함길도(咸吉道), 태종 16년(1416년 ~ 1468년)
- 함경도(咸鏡道), 예종 원년(1468년 ~ 1469년)
- 영안도(永安道), 성종 1년(1469년 ~  1509년)
- 함경도(咸鏡道), 중종 4년(1509년 ~ 현재)

## 역사

### 고려
이후 후고구려의 영역이 되었다가, 고려가 후삼국을 통일하면서 남부지역은 고려의 영토가 되었다. 그러나 화주(和州 : 영흥군) 북쪽은 여진족의 땅이 되었다.
성종 때 10도를 두면서 강원도 지역과 함께 삭방도(朔方道, 삭방은 안변의 별호이다)가 되었다가 현종 때 5도 양계로 정비하면서 동계가 되었다. 윤관이 여진족을 정벌하고 동북 9성을 쌓았으나, 얼마 후 동북 9성은 여진족에게 돌려주었다. 1258년에 원나라가 차지하고 쌍성총관부를 설치하면서 1356년에 공민왕이 되찾을 때까지 약 100년동안 원나라의 영토가 되었다. 이후 동북면(東北面)이 되었고, 또 강릉삭방도(江陵朔方道), 삭방강릉도(朔方江陵道) 등으로 불리다가 공양왕때가 되어서야 강릉도(강원도)와 분리되어 별개의 행정 구역이 되었다.

### 조선
조선시대가 되어 영토를 북쪽으로 회복했고, 세종때 육진을 개척하면서 지금의 함경도의 영역이 완성되었다.
태종 13년(1413년)에 도내 영흥부(永興府)와 길주목(吉州牧)의 이름을 따서 영길도(永吉道)가 되었다. 조사의의 난이 일어나자 1416년에 영흥을 화주목(和州牧)으로 강등하고 함주목(咸州牧)을 함흥부로 승격하여 감영을 함흥으로 옮기고 함길도(咸吉道)로 개칭하였다. 세종 때 화주목이 영흥대도호부로 승격한 이후에도 함길도라고 부르다가, 길주에서 이시애의 난이 일어나자 예종 원년(1468년)에 '길주목'을 '길성현(吉城縣)'으로 강등하고, '길주' 대신~ '경성도호부의 머리글자'를 따서 함경도(咸鏡道)가 되었다. 성종 1년(1469년)에는 함흥에서 반란군을 따라 관찰사를 살해했다 하여 함흥부를 군으로 강등하고, 감영을 다시 영흥으로 옮기고 영흥과 안변의 머리글자를 따서 영안도(永安道)가 되었다. 중종 4년 (1509년)에 감영을 함흥으로 옮기고, 함흥을 다시 함흥부로 승격시키고 영안도도 함경도로 개칭하였다. 이후 함경도라는 명칭이 정착되었다.
1895년에 팔도가 폐지되고 이십삼부가 설치되면서 함흥부, 갑산부, 경성부로 분할되어 함경도는 폐지되었다. 1896년에 이십삼부가 폐지되고 십삼도가 설치되면서 함흥부와 갑산부를 합쳐 함경남도, 경성부는 함경북도가 되었다.

## 직제 및 행정 구역
《경국대전》에서 함경도(영안도)의 관할로 1부 1대도호부 11도호부 5군 4현을 규정하고 있으며, 영안도 관찰사가 영흥 부윤을, 북도·남도 절도사가 각각 경성과 북청 도호부사를 겸임한다고 규정하였다. 이후 《속대전》에서는 함경도 관찰사가 함흥 부윤을 겸임한다고 규정하였다.

### 상급 관청
함경도 소재 상급 행정 및 군사 관청은 아래와 같다.
- 함경감영 : 함흥(咸興) 소재 (종2품 함경감사 겸 함경도병마수군절도사)
- 북병영 : 경성(鏡城) 소재 (종2품 함경북도 병마수군절도사)
- 남병영 : 북청(北靑) 소재 (종2품 함경남도 병마절도사)

| 수령과 그 품계                  | 경국대전 (1484) | 대전통편 (1785)      | 대전회통 (1865)                |
| ------------------------------- | --------------- | -------------------- | ------------------------------ |
| 부: 부윤(府尹), 종2품           | 1:              | 1:                   | 1:                             |
| 부: 대도호부사(都護府使), 정3품 | 1:              | 1:                   | 1:                             |
| 목: 목사(牧使), 정3품           | —               | 1:                   | 1:                             |
| 부: 도호부사(都護府使), 종3품   | 11:             | 16:                  | 18:                            |
| 군: 군수(郡守), 종4품           | 5:              | 2:                   | 2:                             |
| 현: 현감(縣監), 종6품           | 4:              | 2:                   | 2:                             |
| 비고                            |                 | 길성→길주 무산(신설) | 장진·후주(신설) 이성→이원 개칭 |

## 같이 보기
- 관북
- 관남
- 함경북도
- 함경남도
- 백두산
- 간도
- 함흥시
- 나선시
- 원산시
- 량강도